# Dammen (Grimmareds socken, Västergötland)
Dammen är en sjö i Varbergs kommun i Västergötland och ingår i Viskans huvudavrinningsområde.